# Conference House Park
Conference House Park es un parque en Tottenville, Staten Island, Nueva York (Estados Unidos). El parque está ubicado a lo largo de la costa de Arthur Kill, donde Kill se abre a Raritan Bay. Contiene acantilados de arcilla, parte de la morrena terminal, formada cuando el glaciar de Wisconsin retrocedió hace 10.000 años. Ward's Point, el punto más al sur del estado de Nueva York, se encuentra en el parque.

## Historia
Conference House Park lleva el nombre de la histórica Conference House, un casa solariega de piedra de 1680 en la que se inició una conferencia de paz entre las fuerzas británicas y estadounidenses el 11 de septiembre de 1776, en un esfuerzo por controlar la sedición que condujo a la Revolución de las Trece Colonias. El área del parque fue una vez parte de Bentley Manor, propiedad de la familia Billop. La casa de Henry Hogg Biddle construida entre 1845 y 1853 es otra estructura histórica en el parque. El parque contiene varios otros edificios, como Ward House, Biddle House y Rutan-Beckett House.
Se inauguró un nuevo pabellón en 2002. El parque estaba programado para mejoras durante 2008-2009, incluida la restauración de Biddle House, nuevas exhibiciones educativas y un segundo patio de recreo, uno de los cinco que están planeados para Staten Island como parte de la iniciativa PlaNYC del alcalde Michael Bloomberg. La extensa renovación finalmente comenzó en 2017.

## Características
Un campamento y un cementerio lenape, conocido como Burial Ridge, se encuentran en los límites del parque, apartados de los acantilados de arcilla. A fines del siglo XVIII, George H. Pepper del Museo Americano de Historia Natural realizó excavaciones arqueológicas en el sitio, desenterrando los restos de lenape enterrados allí. Todavía hay basureros de conchas visibles a lo largo de la línea de la costa que quedan expuestos debido a la erosión. El cementerio de lenape fue saqueado durante muchos años por los habitantes de la zona y otras personas que buscaban recuperar el ajuar funerario enterrado con los cuerpos. La Comisión de Preservación de Monumentos Históricos de la Ciudad de Nueva York designó unas 8 ha del parque como Sitio Arqueológico Aakawaxung Munahanung (lit. Isla Protegida del Viento) en 2021. El nombre "Aakawaxung Munahanung" proviene del idioma del pueblo raritan.
También alberga un pabellón en la playa oeste con un techo turquesa característico, senderos para caminar y andar en bicicleta, y el parque infantil Lenape (llamado así por los nativos), que es frecuentado por los residentes de los vecindarios de Tottenville y Tottenville Beach.
En el extremo sur de Hylan Boulevard en Ward's Point está el punto más meridional del estado de Nueva York. Muchos eventos comunitarios se llevan a cabo allí todos los años, incluido un espectáculo de fuegos artificiales localmente popular cada Día de la Independencia de los Estados Unidos. De 2002 a 2004, el parque fue renovado y mejorado, se construyeron el pabellón, los senderos y el área de juegos antes mencionados, así como un nuevo centro de visitantes y estacionamiento para visitantes. El parque también se conoce como Swinnerton Park, generalmente con respecto al parque infantil lenape, que se encuentra al final de Swinnerton Street. Los senderos ofrecen vistas de las ciudades ribereñas de Nueva Jersey a través de la bahía Raritan, mientras que el pabellón tiene vistas a Arthur Kill y Perth Amboy.